# Cole Slaw
Cole Slaw è un album di Lou Donaldson, pubblicato dalla Argo Records nel 1964. Il disco fu registrato il 19 giugno del 1964 al RCA Recording Studio di New York.

## Tracce
Lato A
1. There Is No Greater Love – 4:17 (Isham Jones, Marty Symes)
2. Poinciana – 5:15 (Buddy Bernier, Nat Simon)
3. Cole Slaw – 3:36 (Jesse Stone)
4. People Will Say We're in Love – 4:10 (Richard Rodgers, Oscar Hammerstein II)

Lato B
1. Li'l Miss Fine – 5:53 (Lou Donaldson)
2. O Sole Mio – 4:25 (Eduardo Di Capua)
3. Skylark – 3:55 (Hoagy Carmichael, Johnny Mercer)
4. Soul Gumbo – 2:50 (Lou Donaldson)

## Musicisti
- Lou Donaldson - sassofono alto
- Herman Foster - pianoforte
- Earl May - contrabbasso
- Bruno Carr - batteria
- Ray Barretto - percussioni